# Тит Аниций
Тит Аниций (на латински: Titus Anicius) е римски магистрат през 1 век пр.н.е. от gens Аниции.
През 54 пр.н.е. е обвинен в злоупотреби от Цицерон.